# Коперниця (Банськобистрицький край)
Коперниця; Коперніца (словац. Kopernica) — село, громада округу Ж'яр-над-Гроном, Банськобистрицький край, центральна Словаччина, регіон Теков. Кадастрова площа громади — 17,57 км².
Населення 426 осіб (станом на 31 грудня 2017 року).

## Історія
Коперницю згадано в 1444 році[джерело?].

## Населення
| Рік:            | 1994. | 2004.   | 2014.   | 2024.    |
| --------------- | ----- | ------- | ------- | -------- |
| Кількість осіб: | 411   | 428     | 433     | 384      |
| Різниця:        |       | +4,13 % | +1,16 % | -11,31 % |

| Рік:            | 2023. | 2024.   |
| --------------- | ----- | ------- |
| Кількість осіб: | 389   | 384     |
| Різниця:        |       | -1,28 % |